# Bussy-la-Pesle (Côte-d'Or)
Bussy-la-Pesle é uma comuna francesa na região administrativa da Borgonha-Franco-Condado, no departamento de Côte-d'Or. Estende-se por uma área de 11,8 km². Em 2010 a comuna tinha 78 habitantes (densidade: 6,6 hab./km²).